# Dodge Coronet
Dodge Coronet — полноразмерный автомобиль, производившийся в США подразделением Dodge корпорации Chrysler с 1949 по 1976 год. Вытеснен с конвейера моделью Dodge Monaco.

## Первое поколение (1949—1952)
Впервые автомобиль Dodge Coronet был представлен в 1949 году с кузовом в послевоенном стиле. Автомобиль оснащался бензиновым двигателем внутреннего сгорания Stromberg. В 1950 и 1951 годах модель была значительно модернизирована. Производство завершилось в 1952 году.

## Второе поколение (1953—1954)
Начиная с 1953 года, автомобиль Dodge Coronet был увеличен в размерах. Автомобиль оснащался бензиновым двигателем внутреннего сгорания Hemi Red Ram. Универсал Coronet Sierra оснащался 2-дверным кузовом. Производство завершилось в 1954 году.

## Третье поколение (1955—1956)
С 1955 года производился автомобиль Dodge Coronet третьего поколения с новыми электрическими стеклоподъёмниками. Варианты: Coronet Suburban и Coronet Lancer V8. Производство завершилось в 1956 году.

## Четвёртое поколение (1957—1959)
Начиная с 1957 года, в производство была запущена модель D-501, заменившая D-500. Двигатель — Chrysler 300B. Производство завершилось в 1959 году.

## Пятое поколение (1965—1970)
Производство автомобилей Dodge Coronet было возобновлено в 1965 году. С 1966 года в модельный ряд входили автомобили Coronet 500 SE и Coronet Deluxe. Также существовали хардтоп и кабриолет Coronet R / T. Производство завершилось в 1970 году.

## Шестое поколение (1971—1974)
С 1971 года производились автомобили Dodge Coronet четвёртого поколения. Кузова — седан и универсал. Производство завершилось в 1974 году.

## Седьмое поколение (1975—1976)
Последнее поколение автомобилей Dodge Coronet производилось с 1975 по 1976 год. С 1977 года переименован в Dodge Monaco (4-го поколения). В Колумбии автомобиль получил название Dodge Diplomat.

## Галерея

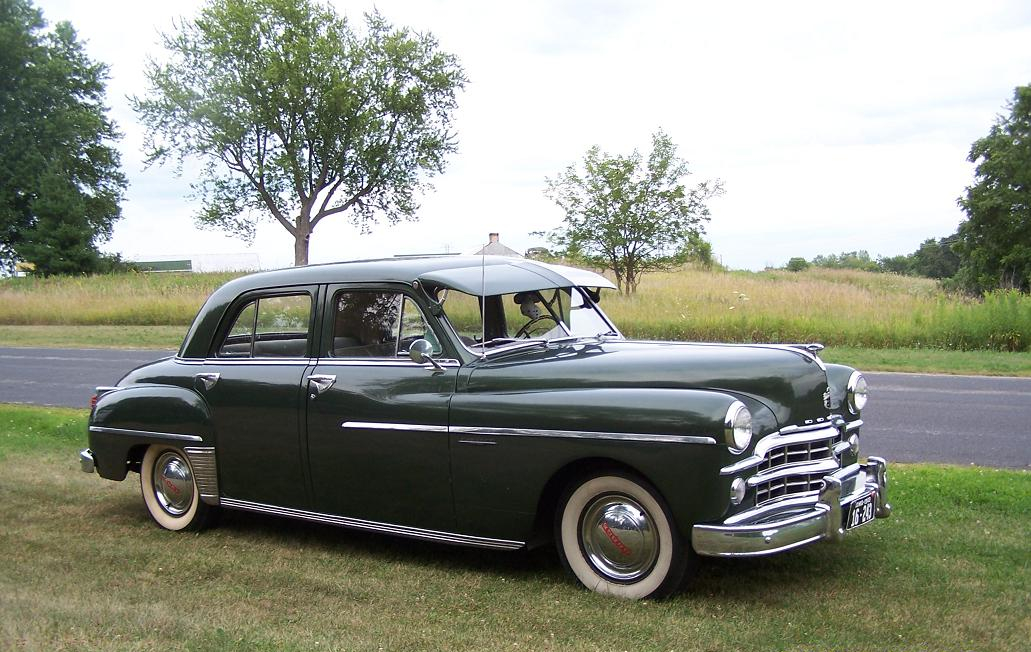
Автомобиль Dodge Coronet первого поколения
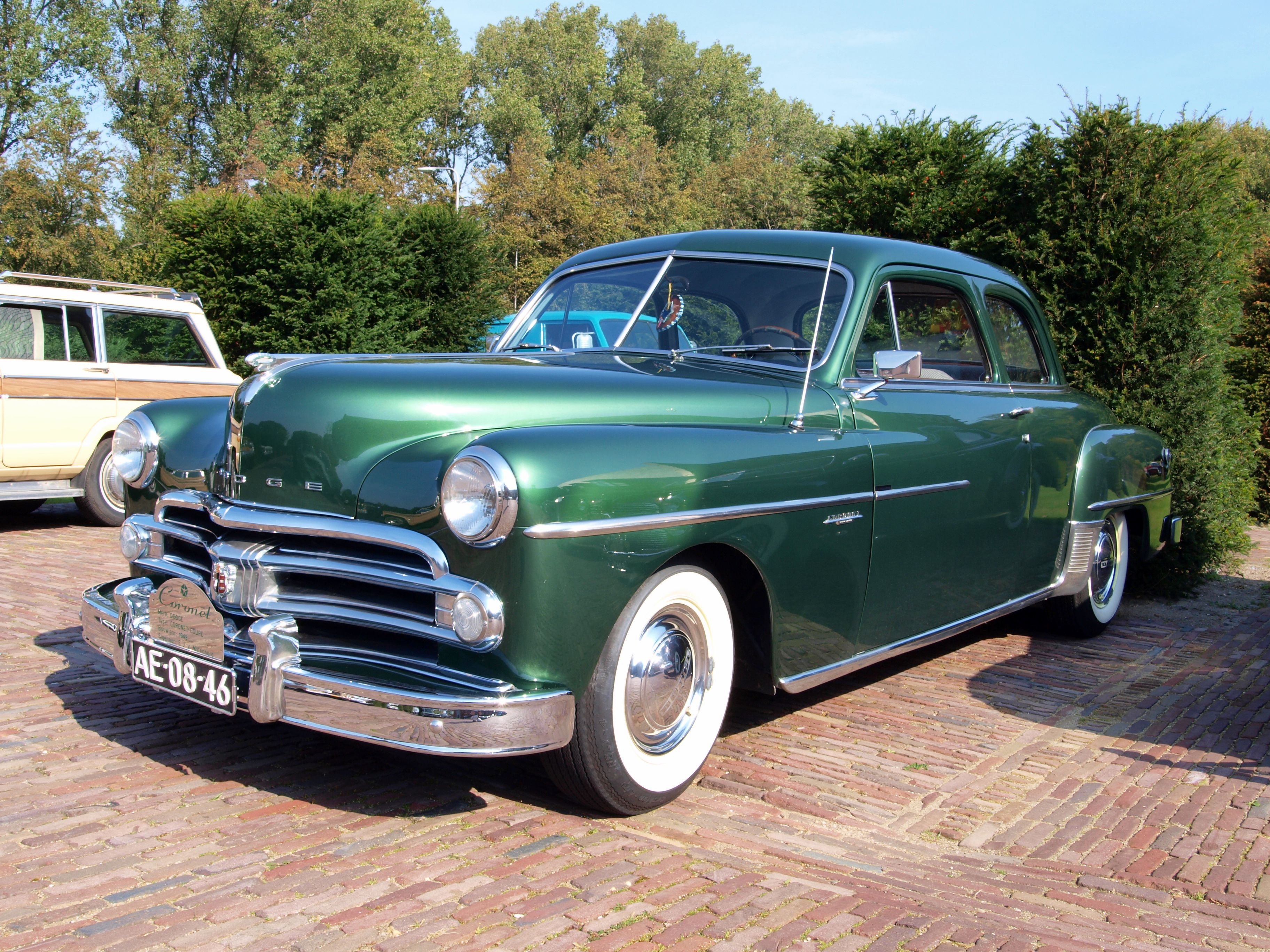
Купе
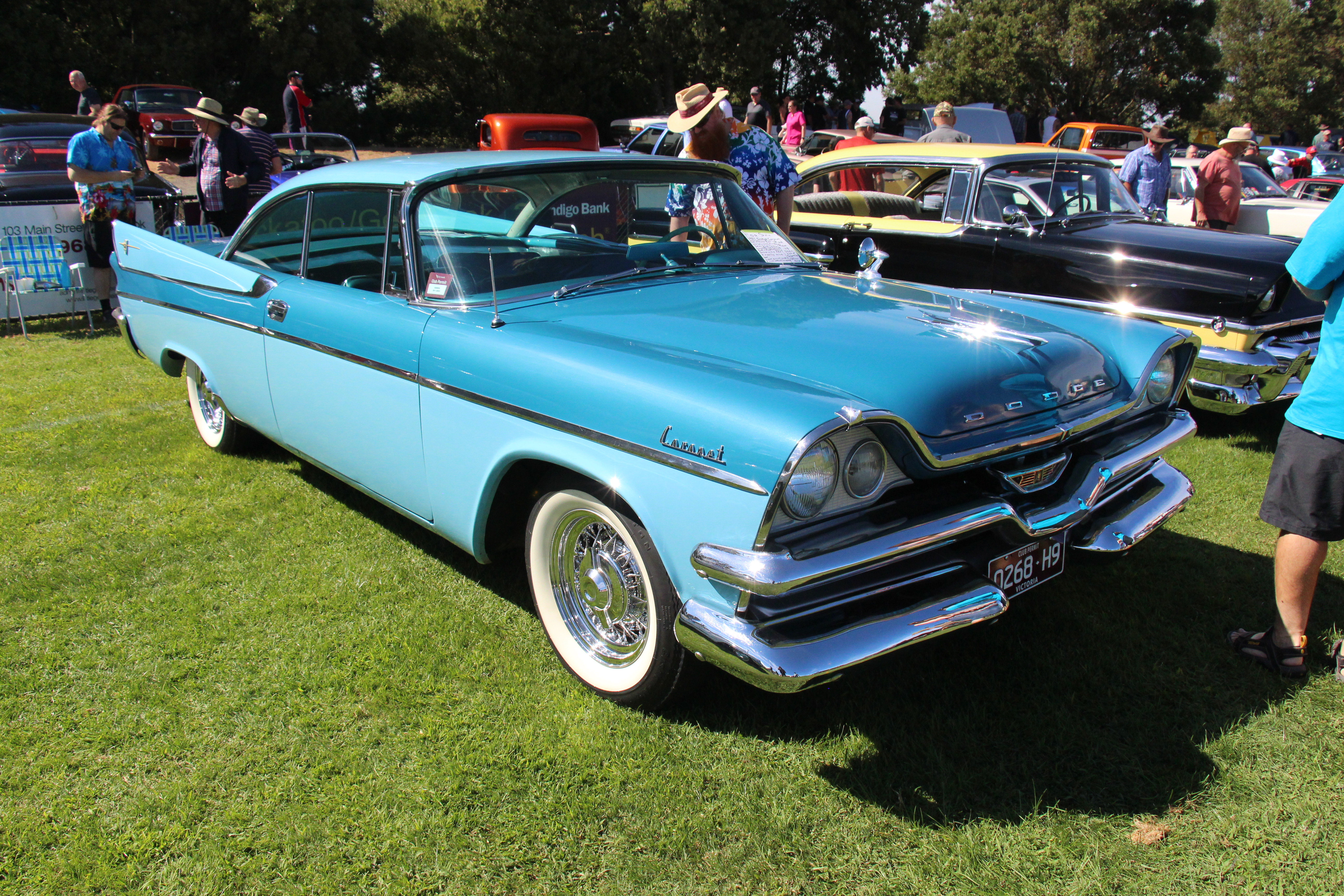
Dodge Coronet Lancer
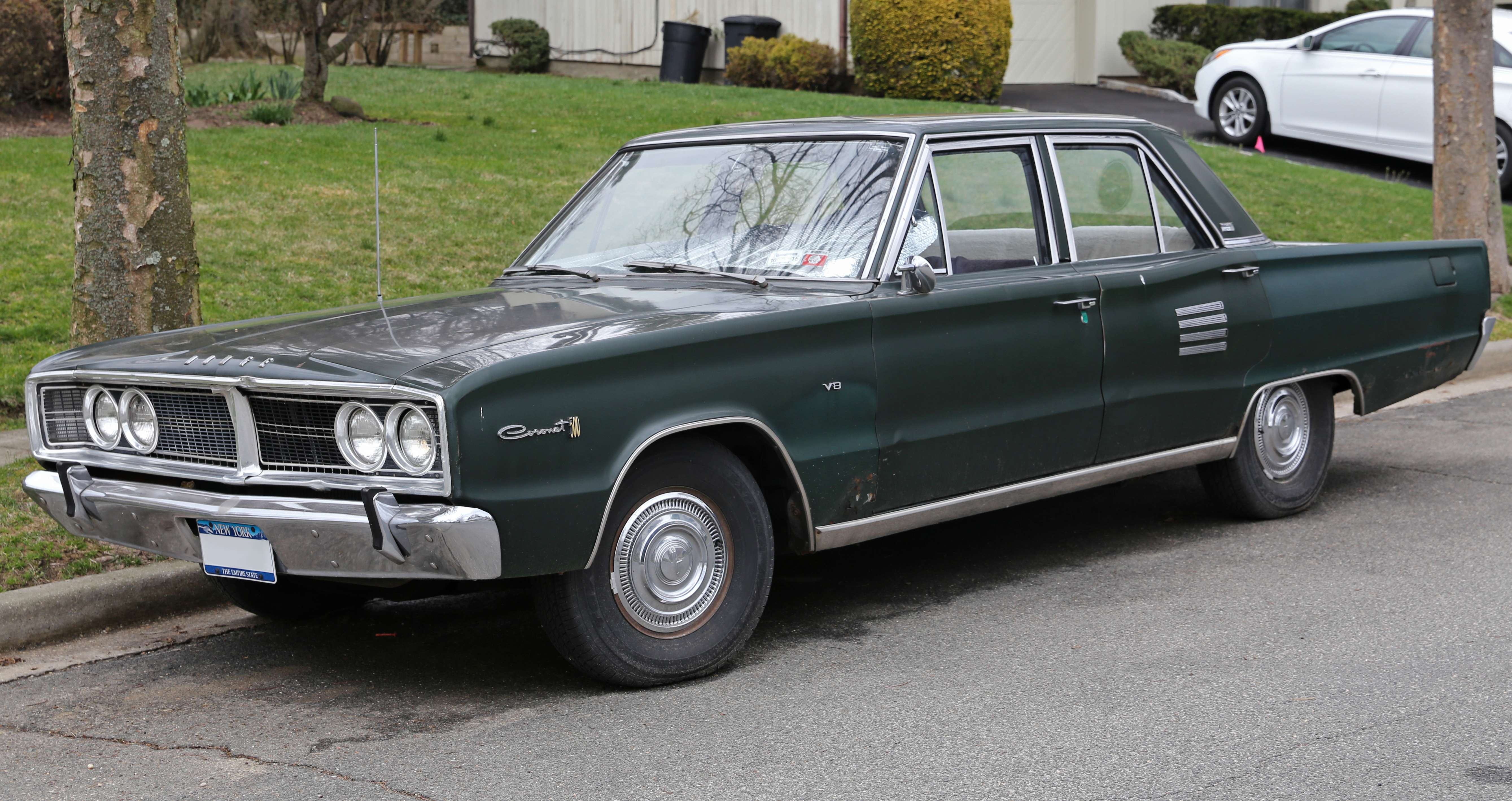
Dodge Coronet 500 SE
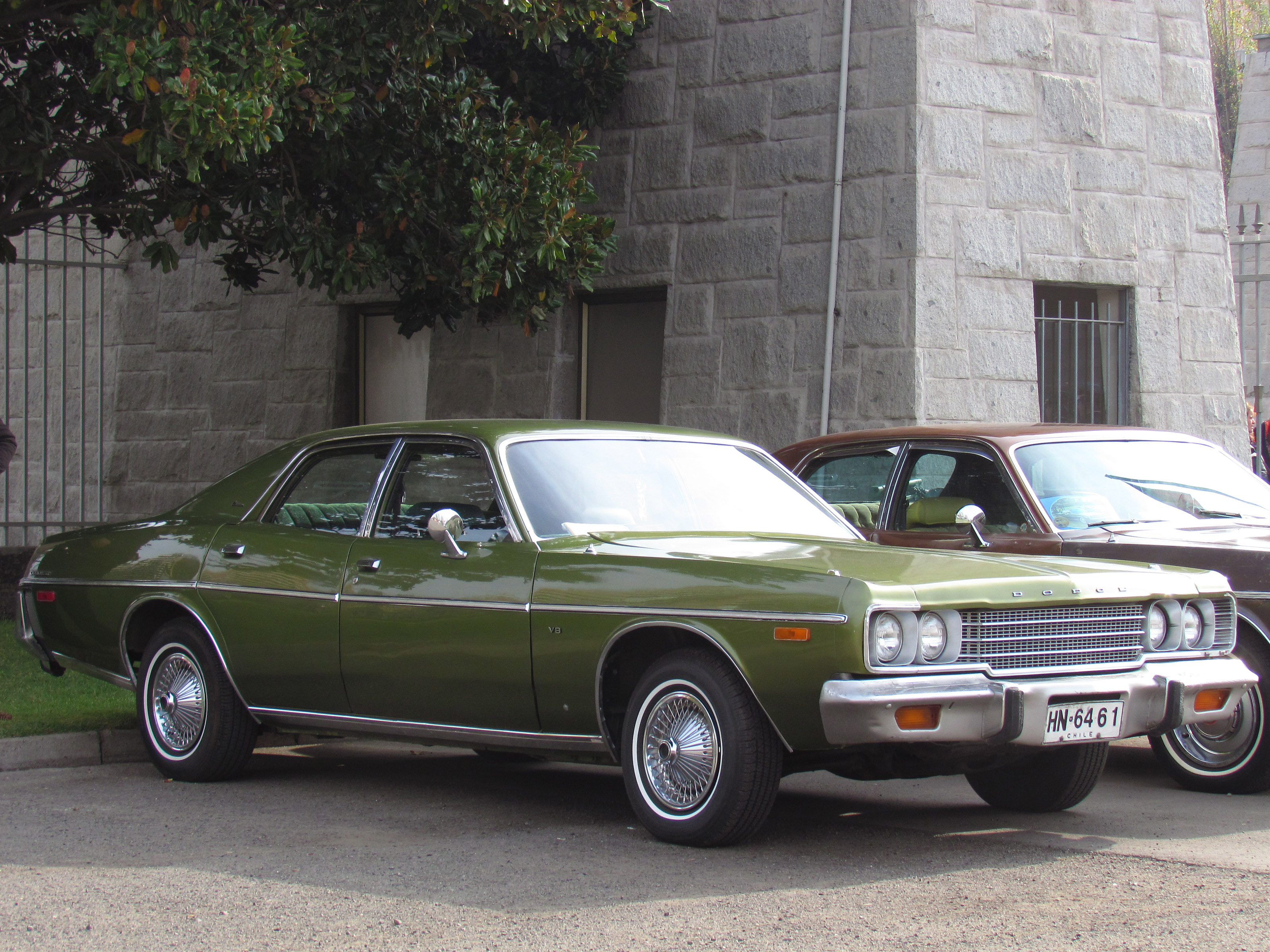
Dodge Coronet Custom
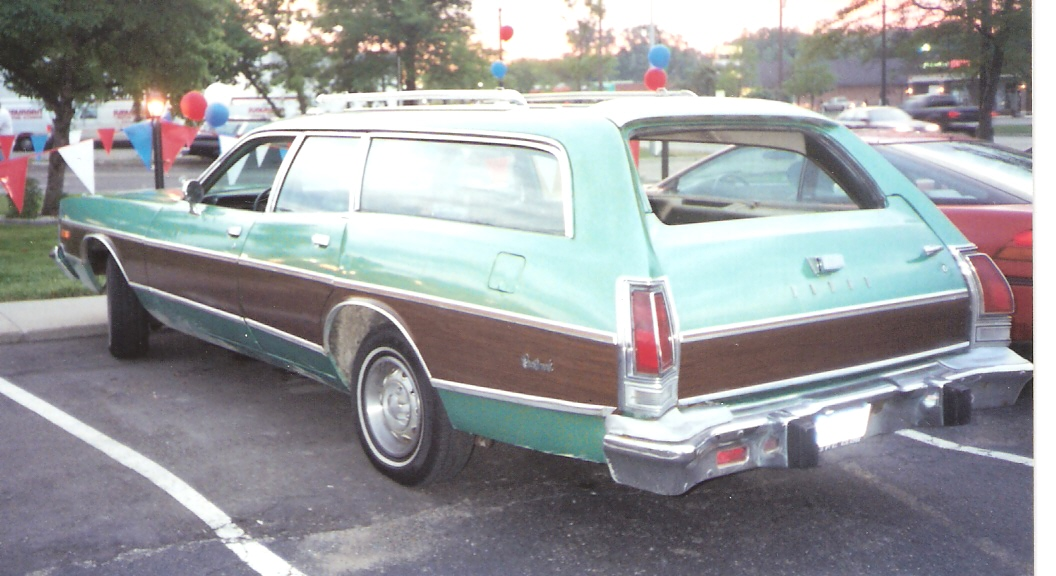
Dodge Coronet Crestwood